# Zeichenstein

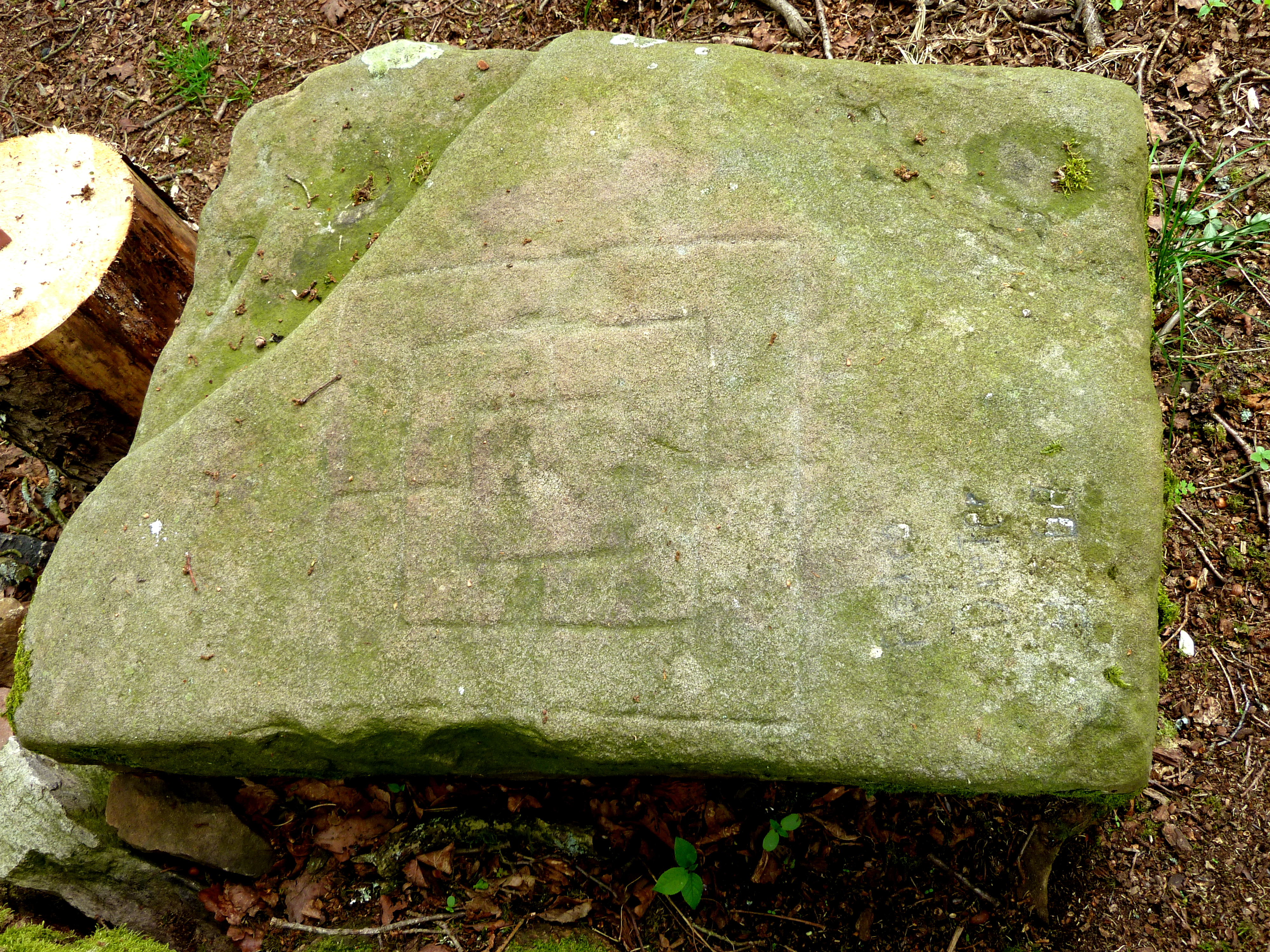
Der Bredenstein ein Musterexemplar des Begriffs Zeichenstein

Der Begriff Zeichenstein bezeichnet in der Archäologie alle Steine, die außer Schalen sichere und vermutete künstliche Bearbeitungen aufweisen und deren Datierung ungewiss ist. 

## Vorkommen
Im norddeutschen Raum wird der Begriff Bildstein synonym mit dem Begriff Zeichenstein verwendet. Der Begriff Schalensteine kennzeichnet alle schalenartigen Vertiefungen auf Felsrücken oder erratischen Steinblöcken: nach dem Archäologen Urs Schwegler ist in den wenigsten Fällen die genaue zeitliche Einordnung der Schalen möglich, dagegen kann man die Zeichen- oder Bildsteine eher in einen archäologischen Kontext bringen.
Zeichensteine werden auch Bildsteine genannt, zu ihnen gehören bearbeitete Steine mit plastischer Gestalt. Auf der Oberfläche finden sich Ideogramme und Inschriften, oft auch Kreuze, geometrische Zeichnungen, Jahreszahlen, Initialen, Gravuren, Mühlespiele, Schalen und Näpfchen, sowie Ornamente oder zeitlich nicht zuzuordnende Schriftzeichen.
Steine, auf denen ganze Wörter oder Texte eingraviert sind, nennt man auch Inschriften-Steine: sie sind häufig an Fundplätzen mit archäologischem Hintergrund und deshalb in ihrem Umfeld zeitlich gut einzuordnen. Oft stehen Zeichensteine im größeren Zusammenhang mit Menhiren, Stelen oder Megalithbauten.
Die eingegrabenen Muster oder Darstellungen werden als Petroglyphen bezeichnet und kommen z. B. auch im Wald von Fontainebleau, insbesondere bei Larchant, vor, wo sie als „Triples enceintes rupestres“ bezeichnet werden.